# Aphonoides tavuki
Aphonoides tavuki är en insektsart som beskrevs av Otte, D. och Cowper 2007. Aphonoides tavuki ingår i släktet Aphonoides och familjen syrsor. Inga underarter finns listade i Catalogue of Life.